# Петропавловский собор (Шахты)
Петропавловский собор — разрушенный православный храм в городе Шахты. Располагался у Базарной площади (ныне площадь Ленина).

## История
Первоначально на месте Петропавловского собора в поселении углепромышленников при Грушевском антрацитовом руднике стояла деревянная церковь, названная в честь апостолов Петра и Павла. Церковь строилась с 1854 года на средства местных углепромышленников. Строительство однопрестольного храма продолжалось семь лет, в течение которых богослужения проходили в молитвенном доме. Первыми клириками деревянной Петропавловской церкви стали священник Феодор Быстров и дьяк Антон Данилович Сербинов.
Освящение Петропавловской церкви состоялось в 1861 году. Церковь представляла собой деревянное здание с иконостасом на каменном фундаменте, покрыта железом.
К концу 1880-х годов деревянное здание Петропавловской церкви обветшало. Прихожане подняли вопрос о строительстве нового каменного храма. В это время Грушевское горное поселение, где стояла церковь было преобразовано в город Александровск-Грушевский. Разрешение на строительство храма было получено. Новый храм строился из камня, добытого в станице Кривянской. В 1899 году в городе был построен Петропавловская каменная церковь.
После освящения в 1899 году каменного здания Петропавловской церкви, деревянную церковь перенесли на Сенную площадь, где её обложили кирпичом снаружи.
5 февраля 1913 года указом № 2291 Святейшего Синода на имя архиепископа Владимира (Сеньковского) Петропавловская церковь города Александровска-Грушевского переименована в собор. Новый собор был центральным храмом углепромышленного центра на Дону. В храме хранилась библиотека из 156 томов.
В своё время Петропавловский собор был и центром духовной жизни Александровска-Грушевского и центром образования. До 1920 года в приходе Петропавловской церкви в Александровске-Грушевском и на ближних рудниках с участием священников храма работало 12 приходских училищ. Среди них: Первое городское приходское мужское училище, Второе городское смешанное приходское двухклассное училище, Городское женское приходское училище, Ремесленное училище, Мещанское смешанное приходское училище, Приходское училище на руднике РОПиТ, Женская гимназия, Мужская гимназия, приходское начальное училище на руднике Кошкина, Власовское народное начальное училище на руднике Азовской угольной компании, приходское смешанное училище на руднике Грушевского Горнопромышленного товарищества.
В 1922 году в городе Шахты насаждался Раскол обновленчества. Центром раскола был Петропавловский собор. В это время Шахтинские храмы, признавая обновленческий Священный Синод, подчинялись епископам Донской обновленческой епархии. В этом же году Совет рабочих и крестьянских депутатов принял в бессрочно-бесплатное пользование Петропавловский собор со всеми его богослужебными предметами. Из Петропавловского собора были изъяты многие церковные ценности.
В 1923 году Горисполком принял решение закрыть все городские храмы: Петропавловского собора, Александро-Невской и Покровской церквей. Это решение привело к волнениям и беспорядкам в городе. Предпринимались попытки возобновить богослужение в Петропавловском соборе.
Позднее Исполком горсовета отменил свое решение, храмы могли вновь возобновить деятельность, однако теперь за церковью признавалось только право удовлетворять религиозные потребности верующих. Были запрещены все другие виды деятельности (благотворительная и др.).
В 1929 году было вновь принято решение о закрытии Петропавловского собора. 28 ноября 1929 года комиссия по приему имущества бывшего Петропавловского собора сдала принятое имущество собора Шахтинскому отделению госбанка. После закрытия собора и сдачи его имущества государству власти задумались о переоборудование храма в музей. Однако средств на это не нашлось. Храм был разрушен в 1930-х годах. Кирпич, из которого был сложен собор, использовали на отмостку двора городской инкубаторской станции. На месте собора построили филиал Новочеркасского политехнического института и памятник В. И. Ленину.

## Престолы
В Петропавловской церкви было три престола: главный престол во имя св. апостолов Петра и Павла, придельный престол во имя св. апостола Филиппа и придельный престол в честь иконы Божией Матери Одигитрия.

## Священники
В разное время в соборе служили  священники: Феодор Быстров, Митрофан Киреев, Симеон Пономарев, Николай Рукин, Антоний Махонин, Михаил Киреев, Петр Нектаревский, Захария Лобов, Гавриил Руднянский, Александр Куреннов, Дмитрий Серебрянский, Семен Соколов, Константин Гиляревский, Василий Иеремиев, Федор Шаповалов и протоиерей Василий Попов.